# Quá mẫn
Quá mẫn (còn gọi là phản ứng quá mẫn, đáp ứng quá mẫn, không dung nạp) đề cập đến các phản ứng không mong muốn gây ra bởi hệ miễn dịch bình thường, gồm dị ứng và phản ứng tự miễn. Đây là các phản ứng quá mức của hệ miễn dịch và những phản ứng này có thể gây tổn hại đến sức khỏe, đôi khi gây tử vong. Phản ứng quá mẫn yêu cầu một trạng thái cảm thụ (trạng thái miễn dịch) của vật chủ. Phân loại quá mẫn theo Gell và Coombs được sử dụng rộng rãi nhất, gồm bốn loại phản ứng miễn dịch dẫn đến tổn thương mô.